# ناحیه ترکی کریک، شهرستان کسیوسکو، ایندیانا
ترکی کریک، شهرستان کسیوسکو، ایندیانا (به انگلیسی: Turkey Creek Township, Kosciusko County, Indiana) یک منطقهٔ مسکونی در ایالات متحده آمریکا است که در ایندیانا واقع شده‌است.

## خصوصیات
ترکی کریک ۸٬۴۲۸ نفر جمعیت دارد و ۲۶۳ متر بالاتر از سطح دریا واقع شده‌است.